# 八坂沙織
八坂 沙織（やさか さおり、1989年2月16日 - ）は、日本の女優。女性アイドルグループ「SUPER☆GiRLS」の元メンバーで初代リーダー。女性アイドルグループ「終末のアンセム」のプロデューサー。愛称は、さおりーぬ。
東京都文京区出身。

## 略歴
2010年6月12日、『avex アイドルオーディション 2010』に合格し、女性アイドルグループ「SUPER☆GiRLS」のメンバーとなる。
2013年12月22日、「iDOL Street Carnival 2013 WINTER X'mas Special 〜これが私のアイドル道〜」にて、2014年2月23日をもってSUPER☆GiRLSから卒業することを発表。同年秋、東宝ミュージカル『サ・ビ・タ』のオーディションを受け、ヒロインであるユ・ミリ役を勝ち取ったことが卒業のきっかけであり、ミュージカル女優を本気で目指すようになった。
SUPER☆GiRLS卒業後は、iDOL Streetに在籍したままソロ活動を行ったが、2016年7月31日をもってエイベックス・ヴァンガードとの専属契約を終了。フリーランスとして舞台出演を中心とした女優の活動や、配信アプリPocochaにて動画配信者として活動した。また、Pocochaのイベントで雑誌『SPRiNG』の掲載権を獲得し、2021年7月号でファッションモデルとしてデビューした。
2021年5月8日、自身のファンクラブサイトにて俳優の井出卓也との結婚を発表、同9日にはTwitterで報告した。
金澤有希プロデュースのアイドルグループ「きゅ〜くる」のマネジメント経験を経て、自らがプロデュースするアイドルグループ「終末のアンセム」を結成した。

## 人物
SUPER☆GiRLS在籍時のイメージカラー（超絶カラー）はスカイブルー。公式ニックネーム「さおりーぬ」。キャッチコピーは「日本の未来にゆるさと萌え〜を届けるまである」。
過去にベストワンプロに所属していた。また、メイド喫茶で働いていた経歴を持つ。アイドルを好む。

## 作品

### インディーズ
- ファクトリーヌ（2018年2月25日）

### 参加楽曲
- プリプリ♥SUMMERキッス（CD ONLY（八坂沙織ver.））（2012年7月4日）

5. 初恋グラフィティ（八坂沙織 Special Solo Version）
- ジン ジン ジングルベル（2013年12月4日、トゥィンクルヴェール from SUPER☆GiRLS名義） - 八坂・志村・渡邉ひ・宮﨑・勝田・荒井

### 映像作品
- 滝口炎上（2016年5月16日）

## 出演

### 舞台
- アリスインプロジェクト『時空警察ヴェッカーχ ノエルサンドレ』（2011年11月1日 - 6日、荻窪 魁ホール） - 時空刑事アリサ / 麻宮亜里沙 役
- 東宝ミュージカル『サ・ビ・タ 〜雨が運んだ愛〜』（2014年3月20日 - 4月6日、青山円形劇場/4月11日・12日追加公演、かめありリリオホール/4月15日・16日追加公演、サンケイホールブリーゼ） - ユ・ミリ 役（TEAM Y　ヒロイン）[13]
- ミュージカル『ファウスト 〜愛の剣士たち〜』（2014年6月27日 - 7月7日、AiiA Theater Tokyo/7月12日・13日、森ノ宮ピロティホール） - イースト国マルガレーテ王女 役
- リーディングドラマ『その後のふたり』（2014年7月20日、東京グローブ座） ｰ 七海 役
- STANDARDSONG Presents MUSICAL『ファンタジープラネット —アリスとシンデレラの冒険—』（2014年11月6日 - 11月9日、六行会ホール）- シンデレラ 役
- 柿喰う客 女体シェイクスピア007『完熟リチャード三世』（2015年2月5日 - 2月17日、吉祥寺シアター/2月21日 - 2月24日、ABCホール/2月28日、大垣市スイトピアセンター文化ホール） - エドワード、アン、ヨーク、リッチモンド 役
- 『神様はじめました THE MUSICAL♪』（2015年3月21日 - 3月29日、東京芸術劇場中ホール（プレイハウス）） - 鳴神姫 役
- 『滝口炎上』（2015年5月29日 - 30日、明治座） - おみつ 役
- SOLID STARプロデュースVol.4『三ツ星に願いを！』（2015年7月8日 - 12日、俳優座劇場）
- 『武士白虎〜もののふ白き虎〜』（2015年9月17日 - 27日、天王洲銀河劇場/10月1日、アートピアホール/10月3日 - 4日、梅田芸術劇場 シアター・ドラマシティ） - かなえ 役
- 空想組曲 vol.12『小さなお茶会。』（2015年12月5日 - 13日、CBGKシブゲキ!!） - りさこ 役
- SOLID STARプロデュースVol.6『ヨビコー!!〜You be cool !〜』（2016年3月2日 - 6日、六行会ホール）
- GRASP produce vol.4『龍狼伝 第二章』（2016年4月6日 - 10日、シアター1010） - 泉真澄 役
- ホチキスプロデュース『HUNGRY〜伝説との距離〜』（2016年7月21日 - 24日、CBGKシブゲキ!!）
- ナイスコンプレックスN25『かぜのゆくえ』（2016年8月10日 - 14日、ザ・ポケット） - 主演
- アリスインプロジェクト『魔銃ドナークロニクル』（2016年9月28日 - 10月2日、六行会ホール） - 御船彼岸子 役[14]
- LIVEDOGプロデュース『鬼斬 -the powerful performance-』（2016年11月23日 - 27日、シアターサンモール） - 静御前 役
- 『舞台版「ロードス島戦記 灰色の魔女」』（2017年1月6日 - 14日、紀伊國屋サザンシアター） - パーン母親 役
- ナイスコンプレックスN27『キスより素敵な手を繋ごう』（2017年2月22日 - 26日、あうるすぽっと）
- オッドエンタテインメント『サイレントメビウス』（2017年3月29日 - 4月2日、シアターサンモール） - 闇雲那魅 役
- 『「リトルマン・メイト」〜愛はソーラン、ニシンから守れ〜』（2017年5月17日 - 21日、新宿村LIVE）
- アリスインプロジェクト『バックイン・ミレニアム』（2017年8月9日 - 16日、新宿村LIVE） - 神楽坂京香 役[15]
- オッドエンタテインメント『まじかるすいーと プリズム・ナナ ザ・スターリーステージ』（2017年9月13日 - 18日、サンシャイン劇場） - 静御前 役[16]
- アリスインプロジェクト『アリスインデッドリースクール・ノクターン』（2017年10月4日 - 9日、新宿村LIVE） - 氷鏡庵 役[17]
- ASSH十五周年記念舞台『雷ケ丘に雪が降る』（2017年12月20日 - 24日、俳優座劇場） - 櫛名 役
- mg Act1『The Entertainer〜新しき旗〜』（2018年3月1日 - 5日、シアターグリーン BIG TREE THEATER）
- アリスインプロジェクト『続・魔銃ドナー 〜アーティフィシャル ダイアリシス〜』（2018年4月11日 - 15日、新宿村LIVE） - 乃木ウタ子 役
- ベニバラ兎団 Produce Theater 18th STAGE『FRIDAY the 13th. 〜週末の13怪談〜』（2018年6月5日 - 10日、中野HOPE）
- ベニバラ兎団vol.24 〜Extra Special Stage〜 Episode 2『破格ノ七人 II』（2018年7月19日 - 22日、テアトルBON BON）
- アリスインプロジェクト『アリスインデッドリースクール 楽園』（2018年8月9日 - 17日、シアターKASSAI） - 竹内珠子 役
- アリスインプロジェクト『最果ての星〜アリスインデッドリースクール外伝〜』（2018年8月23日 - 9月2日、シアターKASSAI） - 八剣多佳 役
- 第10回 しまぁ〜ん共和国 本公演『鬼だけ殺っしアムッ！』（2018年9月11日 - 17日、新宿シアターモリエール）
- 『Fate/Grand Order THE STAGE -絶対魔獣戦線バビロニア-』（2019年1月11日 - 14日、サンケイホールブリーゼ/1月19日 - 27日、日本青年館ホール）- イシュタル 役[18]
- 小川細川企画『くるおしき綾、絢爛なれ』（2019年2月28日 - 3月3日、シアターKASSAI）
- ベニバラ兎団vol.25『ICE CREAM GOOD BYE-完結篇-』（2019年4月3日 - 7日、新宿村LIVE）
- 『天狗ON THE RADIO』（2019年5月2日 - 6日、東京芸術劇場シアターウエスト）
- カガミ想馬プロデュース『「イリクラ」-2019- 〜Iridescent Clouds〜』（2019年7月18日 - 22日、シアターグリーン BIG TREE THEATER）[19]
- DMF/ENG提携公演vol.5『LAST SMILE -ラストスマイル-』（2019年8月23日 - 9月1日、シアターグリーン BIG TREE THEATER）[20]
- 『シーラカンスアピアランス』（2019年9月25日 - 30日、Theater新宿スターフィールド） - 主演[21]
- 松扇アリス『オトナインデッドリースクール』（2019年10月6日 - 8日、シアターKASSAI） - ゲスト
- アリスインプロジェクト『アリスインデッドリースクールコネクト』（2019年11月7日 - 10日、新宿村LIVE） - 氷鏡庵 役
- オッドエンタテインメント『ナナステ☆ SUITEVE STORY'S 〜飛鳥と鳥かご〜』（2019年11月13日 - 17日、新宿村LIVE） - 静御前 役
- アリスインプロジェクト『アリスインアリスinデッドリースクール』（2019年12月12日 - 23日、シアターKASSAI） - イオリ・ヒカミ 役
- ベニバラ兎団vol.26『追憶SUNSETLOOP』（2019年12月29日、キンケロ・シアター）
- リトル堂プロデュースvol.01『エーテルコード』（2020年1月15日 - 19日、テアトルBONBON） - ヒカリ 役
- UDA☆MAP NEXT Vol.1『KAIRO -カイロ-』（2020年2月5日- 12日、萬劇場） - 環クラルク 役
- VACAR ENTERTAINMENT『チェンジオブワールド』（2020年3月6日 - 16日、シアターグリーン BOX in BOX THEATER） - 堀めぐみ 役（Bチーム）[22]
- 『舞台「アイとアイザワ」』（2020年7月4日 - 12日、シアターグリーン BIG TREE THEATER） - 周防花 役[23]
- 『脳漿炸裂ガール2 〜俗物奇行〜Anarchy in the Journey』（2021年6月2日 - 6日、六行会ホール） - 主演 乱躁滅裂ガール 役

### 映画
- アリスインデッドリースクール・アジタート[24]（2017年10月、監督：山岸謙太郎） - 氷鏡庵 役[25]
- 劇団6番シード
  - 「Dプロジェクト」シーナ編（2018年3月、監督：山岸謙太郎） - 登紀子 役
  - ディープロジック（2020年1月、監督：山岸謙太郎）

### テレビドラマ
- オフィシャルパートナードラマ もうひとつの福岡恋愛白書（2013年、九州朝日放送）- 山田悠月 役[26]

### テレビ
- 全力坂（2012年1月31日、テレビ朝日）

### CM
- イトーヨーカドー
  - 「夏のザ・バーゲン」篇 （2012年6月27日 - 7月3日）[27]
  - 「スーパーボーナスポイントセール」篇（2013年11月20日 - 26日）

### MV
- MAN WITH A MISSION「Change the World」（2020年）

### キャンペーン
- SUPER☆GiRLS八坂沙織の夏デコplus-i　Supported by KIRIN Plus-i（2013年7月、日テレ7）

### イベント
- SUPER☆ガールズトーク（2014年5月4日、イトーヨーカドー東大和店）
- 八坂沙織 音楽会
  - 〜SAORI'S MELODY〜（2014年11月24日、7th FLOOR）
  - 〜SAORI'S MELODY2〜（2015年4月25日、La Donna）
  - 〜SAORI'S MELODY3〜（2016年2月7日、秋葉原CLUB GOODMAN）
  - 〜SAORI'S MELODY3 追加公演〜（2016年3月25日、SHIBUYA CYCLONE）
  - 〜SAORI'S MELODY4〜（2017年2月12日、新宿RUIDO K4）
  - 〜SAORI'S MELODY5〜（2017年7月22日、La Donna）
  - 〜SAORI'S MELODY6〜（2018年2月25日、新宿RUIDO K4）
  - 〜SAORI'S MELODY7・8〜（2019年6月16日、新宿RUIDO K2）
- 金澤有希 生誕祭 〜アイスも溶けちゃう Let's Party いえぇぇぇぇぇい〜（2023年4月28日、アキバステラキューブ）

### 携帯電話配信動画
- 男♂が知りたいランキング（2010年8月20日 - 2011年1月16日、毎週日曜更新、BeeTV）

### ファッションショー
- TOKYO GIRLS COLLECTION by girlswalker.com
  - 2013 Autumn/Winter（2013年8月31日、さいたまスーパーアリーナ） - 荒井玲良・田中美麗・前島亜美とともに出演

## 書籍

### 雑誌
- SPRiNG（2021年7月号 - 、宝島社） - 専属モデル[28]

### 写真集
- 八坂沙織 CARDGRAVURE COLLECTION（2012年12月13日、東京ニュース通信社）ISBN 4863362595

### カレンダー
- 八坂沙織 (SUPER☆GiRLS) カレンダー 2013年（2012年10月17日、ハゴロモ）